# Лакино (Красноярский край)
Лакино — деревня в Большемуртинском районе Красноярского края. Входит в состав Межовского сельсовета.

## География
Деревня находится в центральной части края, в подтаёжно-лесостепном районе лесостепной зоны, на левом берегу реки Лакино (приток реки Верхняя Подъёмная), на расстоянии приблизительно 13 километров (по прямой) к юго-западу от Большой Мурты, административного центра района. Абсолютная высота — 201 метр над уровнем моря.
Климат
Климат характеризуется как резко континентальный, с продолжительной морозной зимой и коротким тёплым летом. Средняя температура воздуха самого тёплого месяца (июля) составляет 17,8 °C (абсолютный максимум — 38 °C); самого холодного (января) — −20,4 °C (абсолютный минимум — −60 °C). Среднегодовое количество атмосферных осадков составляет 350 мм. Снежный покров держится в течение 180 дней.

## История
Основана в 1897 году. По данным 1926 года имелось 102 хозяйства и проживало 554 человека (291 мужчина и 263 женщины). В национальном составе населения того периода преобладали русские. Функционировала школа I ступени. В административном отношении являлось центром Лакинского сельсовета Больше-Муртинского района Красноярского округа Сибирского края.

## Население
| 2010 |
| ---- |
| 502  |

Половой состав
По данным Всероссийской переписи населения 2010 года в гендерной структуре населения мужчины составляли 47,6 %, женщины — соответственно 52,4 %.
Национальный состав
Согласно результатам переписи 2002 года, в национальной структуре населения русские составляли 75 % из 573 чел.